# Chlorodehydromethyltestosterone
Chlorodehydromethyltestosterone (CDMT; tên biệt dược Oral turinabol) là một anabolic steroid androgen (AAS). Đây là 4-chloro-thay dẫn xuất của metandienone (dehydromethyltestosterone).

## Xã hội và văn hoá

### Doping trong thể thao
CDMT là steroid chính được quản lý cho khoảng 10.000 vận động viên từ Đông Đức (GDR) là chính sách chính thức bí mật, thường không biết bản chất của "vitamin" mà họ buộc phải uống. Chương trình doping được Chính phủ Đông Đức điều hành từ khoảng năm 1968 đến năm 1989 khi Bức tường Berlin bị phá hủy. Chương trình doping được gọi là Chủ đề Kế hoạch Nhà nước 14.25. Doping đã được thực hiện trong bí mật; Chỉ đến những năm 1990, Franke và Berendonk mới xem xét kỹ thông tin lưu trữ ban đầu và phát hiện ra phạm vi thực sự của chế độ doping được lên kế hoạch và thành công như thế nào (về thành công huy chương và thành tích kỷ lục thế giới).
Sau sự sụp đổ của chế độ Đông Đức, những người chịu trách nhiệm về doping bị buộc tội đã bị kết tội gây ra tổn thương cơ thể khủng khiếp cho khoảng 10.000 người chơi thể thao; nạn nhân được bồi thường. Ở kiếp sau, cựu vận động viên phát triển các vấn đề sức khỏe nghiêm trọng được cho là do thuốc; các giai đoạn loạn thần được quy cho CDMT.
Sau những cáo buộc của bộ phim tài liệu Đức về việc pha tạp rộng rãi, IOC đã khởi động một cuộc phân tích lại các mẫu Bắc Kinh 2008 và London 2012 cho tất cả các môn thể thao.